# Clasificación de Concacaf para la Copa Mundial de Fútbol de 2006
Para la Copa Mundial de Fútbol de 2006, la Concacaf tuvo un total de 3 cupos directos y uno de repechaje contra el cuarto seleccionado de la AFC. En total, 34 selecciones pertenecientes a la Concacaf y a la FIFA participaron en esta etapa clasificatoria. La única asociación miembro de ambos organismos que no participó fue Puerto Rico.
El proceso constó de tres etapas: en la primera fase, se conformaron 12 grupos, 2 compuestos por dos equipos y 10 compuestos por 3, los que se sometieron a una serie de partidos de ida y vuelta en un sistema de copa. 12 equipos clasificaron a la segunda fase, donde conformaron tres grupos de cuatro equipos. Tras sucesivos partidos de ida y vuelta, los dos mejores equipos de cada grupo clasificaron a una ronda final. Los tres mejores equipos del hexagonal final clasificaron a la Copa Mundial, mientras el cuarto equipo se presentaría al repechaje.
Las selecciones de Costa Rica, Estados Unidos y México clasificaron directamente al alcanzar los tres primeros lugares de la ronda final. A ellos se les uniría posteriormente Trinidad y Tobago, que clasificaría tras derrotar en la repesca a Baréin.

## Primera ronda
| Equipo local ida                     | Global | Equipo local vuelta    | Ida  | Vuelta |
| ------------------------------------ | ------ | ---------------------- | ---- | ------ |
| Granada                              | 8–1    | Guyana                 | 5–0  | 3–1    |
| Bermudas                             | 20–0   | Montserrat             | 13–0 | 7–0    |
| Haití                                | 7–0    | Islas Turcas y Caicos  | 5–0  | 2–0    |
| Islas Vírgenes Británicas            | 0–10   | Santa Lucía            | 0–1  | 0–9    |
| Islas Caimán                         | 1-5    | Cuba                   | 1–2  | 0–3    |
| Aruba                                | 2–10   | Surinam                | 1–2  | 1–8    |
| Antigua y Barbuda                    | 2–3    | Antillas Neerlandesas  | 2–0  | 0–3    |
| Dominica                             | 4–2    | Bahamas                | 1–1  | 3–1    |
| Islas Vírgenes de los Estados Unidos | 0–11   | San Cristóbal y Nieves | 0–4  | 0–7    |
| República Dominicana                 | 6–0    | Anguila                | 0–0  | 6–0    |

## Segunda ronda
| Equipo local ida      | Global   | Equipo local vuelta          | Ida  | Vuelta |
| --------------------- | -------- | ---------------------------- | ---- | ------ |
| Estados Unidos        | 6–2      | Granada                      | 3–0  | 2–3    |
| El Salvador           | 4–3      | Bermudas                     | 2–1  | 2–2    |
| Haití                 | 1–4      | Jamaica                      | 1–1  | 0–3    |
| Panamá                | 7–0      | Santa Lucía                  | 4–0  | 3–0    |
| Cuba                  | 3–3 (v.) | Costa Rica                   | 2–2  | 1–1    |
| Surinam               | 2–4      | Guatemala                    | 1–1  | 1–3    |
| Antillas Neerlandesas | 1–6      | Honduras                     | 1–2  | 0–4    |
| Canadá                | 8–0      | Belice                       | 4–0  | 4–0    |
| Dominica              | 0–18     | México                       | 0–10 | 0–8    |
| Barbados              | 2–5      | San Cristóbal y Nieves       | 0–2  | 2–3    |
| República Dominicana  | 0–6      | Trinidad y Tobago            | 0–2  | 0–4    |
| Nicaragua             | 3–6      | San Vicente y las Granadinas | 2–2  | 1–4    |

## Tercera ronda

### Grupo 1
| Pos. | Equipo         | Pts. | PJ | G | E | P | GF | GC | Dif. | Clasificación |     | Bandera de Estados Unidos | Bandera de Panamá | Bandera de Jamaica | Bandera de El Salvador |
| ---- | -------------- | ---- | -- | - | - | - | -- | -- | ---- | ------------- | --- | ------------------------- | ----------------- | ------------------ | ---------------------- |
| 1    | Estados Unidos | 12   | 6  | 3 | 3 | 0 | 13 | 3  | +10  | Cuarta ronda  |     | —                         | 6:0               | 1:1                | 2:0                    |
| 2    | Panamá         | 8    | 6  | 2 | 2 | 2 | 8  | 11 | −3   | Cuarta ronda  |     | 1:1                       | —                 | 1:1                | 3:0                    |
| 3    | Jamaica        | 7    | 6  | 1 | 4 | 1 | 7  | 5  | +2   |               |     | 1:1                       | 1:2               | —                  | 0:0                    |
| 4    | El Salvador    | 4    | 6  | 1 | 1 | 4 | 2  | 11 | −9   |               | 0:2 | 2:1                       | 0:3               | —                  |                        |

 Fuente: 
| Fecha                   | Lugar            |                |                           | Resultado |                           |                |
| ----------------------- | ---------------- | -------------- | ------------------------- | --------- | ------------------------- | -------------- |
| 18 de agosto de 2004    | Kingston         | Jamaica        | Bandera de Jamaica        | 1:1 (0:0) | Bandera de Estados Unidos | Estados Unidos |
| 18 de agosto de 2004    | San Salvador     | El Salvador    | Bandera de El Salvador    | 2:1 (2:1) | Bandera de Panamá         | Panamá         |
| 4 de septiembre de 2004 | Foxborough       | Estados Unidos | Bandera de Estados Unidos | 2:0 (1:0) | Bandera de El Salvador    | El Salvador    |
| 4 de septiembre de 2004 | Kingston         | Jamaica        | Bandera de Jamaica        | 1:2 (0:1) | Bandera de Panamá         | Panamá         |
| 8 de septiembre de 2004 | San Salvador     | El Salvador    | Bandera de El Salvador    | 0:3 (0:3) | Bandera de Jamaica        | Jamaica        |
| 8 de septiembre de 2004 | Ciudad de Panamá | Panamá         | Bandera de Panamá         | 1:1 (0:0) | Bandera de Estados Unidos | Estados Unidos |
| 9 de octubre de 2004    | San Salvador     | El Salvador    | Bandera de El Salvador    | 0:2 (0:1) | Bandera de Estados Unidos | Estados Unidos |
| 9 de octubre de 2004    | Ciudad de Panamá | Panamá         | Bandera de Panamá         | 1:1 (1:0) | Bandera de Jamaica        | Jamaica        |
| 13 de octubre de 2004   | Kingston         | Jamaica        | Bandera de Jamaica        | 0:0       | Bandera de El Salvador    | El Salvador    |
| 13 de octubre de 2004   | Washington D. C. | Estados Unidos | Bandera de Estados Unidos | 6:0 (1:0) | Bandera de Panamá         | Panamá         |
| 17 de noviembre de 2004 | Columbus         | Estados Unidos | Bandera de Estados Unidos | 1:1 (1:1) | Bandera de Jamaica        | Jamaica        |
| 17 de noviembre de 2004 | Ciudad de Panamá | Panamá         | Bandera de Panamá         | 3:0 (3:0) | Bandera de El Salvador    | El Salvador    |

### Grupo 2
| Pos. | Equipo     | Pts. | PJ | G | E | P | GF | GC | Dif. | Clasificación |     | Bandera de Costa Rica | Bandera de Guatemala | Bandera de Honduras | Bandera de Canadá |
| ---- | ---------- | ---- | -- | - | - | - | -- | -- | ---- | ------------- | --- | --------------------- | -------------------- | ------------------- | ----------------- |
| 1    | Costa Rica | 10   | 6  | 3 | 1 | 2 | 12 | 8  | +4   | Cuarta ronda  |     | —                     | 5:0                  | 2:5                 | 1:0               |
| 2    | Guatemala  | 10   | 6  | 3 | 1 | 2 | 7  | 9  | −2   | Cuarta ronda  |     | 2:1                   | —                    | 1:0                 | 0:1               |
| 3    | Honduras   | 7    | 6  | 1 | 4 | 1 | 9  | 7  | +2   |               |     | 0:0                   | 2:2                  | —                   | 1:1               |
| 4    | Canadá     | 5    | 6  | 1 | 2 | 3 | 4  | 8  | −4   |               | 1:3 | 0:2                   | 1:1                  | —                   |                   |

 Fuente: 
| Fecha                   | Lugar               |            |                       | Resultado |                       |            |
| ----------------------- | ------------------- | ---------- | --------------------- | --------- | --------------------- | ---------- |
| 18 de agosto de 2004    | Vancouver           | Canadá     | Bandera de Canadá     | 0:2 (0:1) | Bandera de Guatemala  | Guatemala  |
| 18 de agosto de 2004    | Alajuela            | Costa Rica | Bandera de Costa Rica | 2:5 (2:2) | Bandera de Honduras   | Honduras   |
| 4 de septiembre de 2004 | Edmonton            | Canadá     | Bandera de Canadá     | 1:1 (0:0) | Bandera de Honduras   | Honduras   |
| 5 de septiembre de 2004 | Ciudad de Guatemala | Guatemala  | Bandera de Guatemala  | 2:1 (0:1) | Bandera de Costa Rica | Costa Rica |
| 8 de septiembre de 2004 | Tibás               | Costa Rica | Bandera de Costa Rica | 1:0 (0:0) | Bandera de Canadá     | Canadá     |
| 8 de septiembre de 2004 | San Pedro Sula      | Honduras   | Bandera de Honduras   | 2:2 (0:2) | Bandera de Guatemala  | Guatemala  |
| 9 de octubre de 2004    | Tibás               | Costa Rica | Bandera de Costa Rica | 5:0 (2:0) | Bandera de Guatemala  | Guatemala  |
| 9 de octubre de 2004    | San Pedro Sula      | Honduras   | Bandera de Honduras   | 1:1 (0:0) | Bandera de Canadá     | Canadá     |
| 13 de octubre de 2004   | Vancouver           | Canadá     | Bandera de Canadá     | 1:3 (1:0) | Bandera de Costa Rica | Costa Rica |
| 13 de octubre de 2004   | Ciudad de Guatemala | Guatemala  | Bandera de Guatemala  | 1:0 (0:0) | Bandera de Honduras   | Honduras   |
| 17 de noviembre de 2004 | Ciudad de Guatemala | Guatemala  | Bandera de Guatemala  | 0:1 (0:0) | Bandera de Canadá     | Canadá     |
| 17 de noviembre de 2004 | San Pedro Sula      | Honduras   | Bandera de Honduras   | 0:0       | Bandera de Costa Rica | Costa Rica |

### Grupo 3
| Pos. | Equipo                       | Pts. | PJ | G | E | P | GF | GC | Dif. | Clasificación |     | Bandera de México | Bandera de Trinidad y Tobago | Bandera de San Vicente y las Granadinas | Bandera de San Cristobal y Nieves |
| ---- | ---------------------------- | ---- | -- | - | - | - | -- | -- | ---- | ------------- | --- | ----------------- | ---------------------------- | --------------------------------------- | --------------------------------- |
| 1    | México                       | 18   | 6  | 6 | 0 | 0 | 27 | 1  | +26  | Cuarta ronda  |     | —                 | 3:0                          | 7:0                                     | 8:0                               |
| 2    | Trinidad y Tobago            | 12   | 6  | 4 | 0 | 2 | 12 | 9  | +3   | Cuarta ronda  |     | 1:3               | —                            | 2:1                                     | 5:1                               |
| 3    | San Vicente y las Granadinas | 6    | 6  | 2 | 0 | 4 | 5  | 12 | −7   |               |     | 0:1               | 0:2                          | —                                       | 1:0                               |
| 4    | San Cristóbal y Nieves       | 0    | 6  | 0 | 0 | 6 | 2  | 24 | −22  |               | 0:5 | 1:2               | 0:3                          | —                                       |                                   |

 Fuente: 
| Fecha                    | Lugar         |                              |                                         | Resultado |                                         |                              |
| ------------------------ | ------------- | ---------------------------- | --------------------------------------- | --------- | --------------------------------------- | ---------------------------- |
| 18 de agosto de 2004     | Kingstown     | San Vicente y las Granadinas | Bandera de San Vicente y las Granadinas | 0:2 (0:0) | Bandera de Trinidad y Tobago            | Trinidad y Tobago            |
| 4 de septiembre de 2004  | Basseterre    | San Cristóbal y Nieves       | Bandera de San Cristobal y Nieves       | 1:2 (1:1) | Bandera de Trinidad y Tobago            | Trinidad y Tobago            |
| 8 de septiembre de 2004  | Puerto España | Trinidad y Tobago            | Bandera de Trinidad y Tobago            | 1:3 (1:2) | Bandera de México                       | México                       |
| 10 de septiembre de 2004 | Kingstown     | San Vicente y las Granadinas | Bandera de San Vicente y las Granadinas | 1:0 (1:0) | Bandera de San Cristobal y Nieves       | San Cristóbal y Nieves       |
| 6 de octubre de 2004     | Pachuca       | México                       | Bandera de México                       | 7:0 (1:0) | Bandera de San Vicente y las Granadinas | San Vicente y las Granadinas |
| 10 de octubre de 2004    | Marabella     | Trinidad y Tobago            | Bandera de Trinidad y Tobago            | 5:1 (2:1) | Bandera de San Cristobal y Nieves       | San Cristóbal y Nieves       |
| 10 de octubre de 2004    | Kingstown     | San Vicente y las Granadinas | Bandera de San Vicente y las Granadinas | 0:1 (0:1) | Bandera de México                       | México                       |
| 13 de octubre de 2004    | Basseterre    | San Cristóbal y Nieves       | Bandera de San Cristobal y Nieves       | 0:3 (0:1) | Bandera de San Vicente y las Granadinas | San Vicente y las Granadinas |
| 13 de octubre de 2004    | Puebla        | México                       | Bandera de México                       | 3:0 (1:0) | Bandera de Trinidad y Tobago            | Trinidad y Tobago            |
| 13 de noviembre de 2004  | Miami         | San Cristóbal y Nieves       | Bandera de San Cristobal y Nieves       | 0:5 (0:2) | Bandera de México                       | México                       |
| 17 de noviembre de 2004  | Monterrey     | México                       | Bandera de México                       | 8:0 (2:0) | Bandera de San Cristobal y Nieves       | San Cristóbal y Nieves       |
| 17 de noviembre de 2004  | Puerto España | Trinidad y Tobago            | Bandera de Trinidad y Tobago            | 2:1 (0:0) | Bandera de San Vicente y las Granadinas | San Vicente y las Granadinas |

## Cuarta ronda (Hexagonal final)
La última fase de la eliminatoria, el hexagonal final, contará con los primeros y segundos de grupo. Esta ronda constará de un solo grupo, los seis equipos jugarán todos contra todos con cada país como local y visitante. Los mejores tres equipos que queden posicionados clasificarán al Mundial, mientras que el cuarto clasificado disputará una repesca intercontinental como local y visitante contra el quinto en la clasificación de Asia.
| Pos. | Equipo            | Pts. | PJ | G | E | P | GF | GC | Dif. | Clasificación            |     | Bandera de Estados Unidos | Bandera de México | Bandera de Costa Rica | Bandera de Trinidad y Tobago | Bandera de Guatemala | Bandera de Panamá |
| ---- | ----------------- | ---- | -- | - | - | - | -- | -- | ---- | ------------------------ | --- | ------------------------- | ----------------- | --------------------- | ---------------------------- | -------------------- | ----------------- |
| 1    | Estados Unidos    | 22   | 10 | 7 | 1 | 2 | 16 | 6  | +10  | Copa Mundial de 2006     |     | —                         | 2:0               | 3:0                   | 1:0                          | 2:0                  | 2:0               |
| 2    | México            | 22   | 10 | 7 | 1 | 2 | 22 | 9  | +13  | Copa Mundial de 2006     |     | 2:1                       | —                 | 2:0                   | 2:0                          | 5:2                  | 5:0               |
| 3    | Costa Rica        | 16   | 10 | 5 | 1 | 4 | 15 | 14 | +1   | Copa Mundial de 2006     |     | 3:0                       | 1:2               | —                     | 2:0                          | 3:2                  | 1:0               |
| 4    | Trinidad y Tobago | 13   | 10 | 4 | 1 | 5 | 10 | 15 | −5   | Repesca intercontinental |     | 1:2                       | 2:1               | 0:0                   | —                            | 3:2                  | 2:0               |
| 5    | Guatemala         | 11   | 10 | 3 | 2 | 5 | 16 | 18 | −2   |                          |     | 0:0                       | 0:2               | 3:1                   | 5:1                          | —                    | 2:1               |
| 6    | Panamá            | 2    | 10 | 0 | 2 | 8 | 4  | 21 | −17  |                          | 0:3 | 1:1                       | 1:3               | 0:1                   | 0:0                          | —                    |                   |

 Fuente: [cita requerida]

### Evolución de la clasificación
| País / Fecha      | 1  | 2  | 3  | 4  | 5  | 6  | 7  | 8  | 9  | 10 |
| ----------------- | -- | -- | -- | -- | -- | -- | -- | -- | -- | -- |
| Estados Unidos    | 2° | 3° | 3° | 2° | 2° | 2° | 1° | 2° | 2° | 1° |
| México            | 1° | 1° | 1° | 1° | 1° | 1° | 2° | 1° | 1° | 2° |
| Costa Rica        | 6° | 4° | 4° | 5° | 3° | 4° | 3° | 3° | 3° | 3° |
| Trinidad y Tobago | 5° | 6° | 6° | 4° | 5° | 5° | 5° | 5° | 4° | 4° |
| Guatemala         | 3° | 2° | 3° | 3° | 4° | 3° | 4° | 4° | 5° | 5° |
| Panamá            | 4° | 5° | 5° | 6° | 6° | 6° | 6° | 6° | 6° | 6° |

### Resultados
| Fecha                   | Lugar               |                   |                              | Resultado |                              |                   |
| ----------------------- | ------------------- | ----------------- | ---------------------------- | --------- | ---------------------------- | ----------------- |
| 9 de febrero de 2005    | Tibás               | Costa Rica        | Bandera de Costa Rica        | 1:2 (1:2) | Bandera de México            | México            |
| 9 de febrero de 2005    | Ciudad de Panamá    | Panamá            | Bandera de Panamá            | 0:0       | Bandera de Guatemala         | Guatemala         |
| 9 de febrero de 2005    | Puerto España       | Trinidad y Tobago | Bandera de Trinidad y Tobago | 1:2 (0:1) | Bandera de Estados Unidos    | Estados Unidos    |
| 26 de marzo de 2005     | Ciudad de Guatemala | Guatemala         | Bandera de Guatemala         | 5:1 (3:1) | Bandera de Trinidad y Tobago | Trinidad y Tobago |
| 26 de marzo de 2005     | Tibás               | Costa Rica        | Bandera de Costa Rica        | 2:1 (1:0) | Bandera de Panamá            | Panamá            |
| 27 de marzo de 2005     | Ciudad de México    | México            | Bandera de México            | 2:1 (2:0) | Bandera de Estados Unidos    | Estados Unidos    |
| 30 de marzo de 2005     | Ciudad de Panamá    | Panamá            | Bandera de Panamá            | 1:1 (0:1) | Bandera de México            | México            |
| 30 de marzo de 2005     | Birmingham          | Estados Unidos    | Bandera de Estados Unidos    | 2:0 (1:0) | Bandera de Guatemala         | Guatemala         |
| 30 de marzo de 2005     | Puerto España       | Trinidad y Tobago | Bandera de Trinidad y Tobago | 0:0       | Bandera de Costa Rica        | Costa Rica        |
| 4 de junio de 2005      | Ciudad de Guatemala | Guatemala         | Bandera de Guatemala         | 0:2 (0:2) | Bandera de México            | México            |
| 4 de junio de 2005      | Puerto España       | Trinidad y Tobago | Bandera de Trinidad y Tobago | 2:0 (1:0) | Bandera de Panamá            | Panamá            |
| 4 de junio de 2005      | Salt Lake City      | Estados Unidos    | Bandera de Estados Unidos    | 3:0 (1:0) | Bandera de Costa Rica        | Costa Rica        |
| 8 de junio de 2005      | Tibás               | Costa Rica        | Bandera de Costa Rica        | 3:2 (1:0) | Bandera de Guatemala         | Guatemala         |
| 8 de junio de 2005      | Monterrey           | México            | Bandera de México            | 2:0 (0:0) | Bandera de Trinidad y Tobago | Trinidad y Tobago |
| 8 de junio de 2005      | Ciudad de Panamá    | Panamá            | Bandera de Panamá            | 0:3 (0:3) | Bandera de Estados Unidos    | Estados Unidos    |
| 17 de agosto de 2005    | Ciudad de Guatemala | Guatemala         | Bandera de Guatemala         | 2:1 (0:1) | Bandera de Panamá            | Panamá            |
| 17 de agosto de 2005    | Ciudad de México    | México            | Bandera de México            | 2:0 (0:0) | Bandera de Costa Rica        | Costa Rica        |
| 17 de agosto de 2005    | East Hartford       | Estados Unidos    | Bandera de Estados Unidos    | 1:0 (1:0) | Bandera de Trinidad y Tobago | Trinidad y Tobago |
| 3 de septiembre de 2005 | Columbus            | Estados Unidos    | Bandera de Estados Unidos    | 2:0 (0:0) | Bandera de México            | México            |
| 3 de septiembre de 2005 | Puerto España       | Trinidad y Tobago | Bandera de Trinidad y Tobago | 3:2 (0:1) | Bandera de Guatemala         | Guatemala         |
| 3 de septiembre de 2005 | Ciudad de Panamá    | Panamá            | Bandera de Panamá            | 1:3 (0:1) | Bandera de Costa Rica        | Costa Rica        |
| 7 de septiembre de 2005 | Tibás               | Costa Rica        | Bandera de Costa Rica        | 2:0 (1:0) | Bandera de Trinidad y Tobago | Trinidad y Tobago |
| 7 de septiembre de 2005 | Ciudad de México    | México            | Bandera de México            | 5:0 (1:0) | Bandera de Panamá            | Panamá            |
| 7 de septiembre de 2005 | Ciudad de Guatemala | Guatemala         | Bandera de Guatemala         | 0:0       | Bandera de Estados Unidos    | Estados Unidos    |
| 8 de octubre de 2005    | Tibás               | Costa Rica        | Bandera de Costa Rica        | 3:0 (1:0) | Bandera de Estados Unidos    | Estados Unidos    |
| 8 de octubre de 2005    | Ciudad de Panamá    | Panamá            | Bandera de Panamá            | 0:1 (0:0) | Bandera de Trinidad y Tobago | Trinidad y Tobago |
| 8 de octubre de 2005    | San Luis Potosí     | México            | Bandera de México            | 5:2 (1:1) | Bandera de Guatemala         | Guatemala         |
| 12 de octubre de 2005   | Boston              | Estados Unidos    | Bandera de Estados Unidos    | 2:0 (0:0) | Bandera de Panamá            | Panamá            |
| 12 de octubre de 2005   | Ciudad de Guatemala | Guatemala         | Bandera de Guatemala         | 3:1 (3:0) | Bandera de Costa Rica        | Costa Rica        |
| 12 de octubre de 2005   | Puerto España       | Trinidad y Tobago | Bandera de Trinidad y Tobago | 2:1 (1:1) | Bandera de México            | México            |

## Repesca intercontinental
| 12 de noviembre de 2005 | Trinidad y Tobago | 1:1 (0:0) | Baréin     | Estadio Hasely Crawford, Puerto España                  |                                                         |
| 18:30 (UTC-4)           | Birchall 76'      | Reporte   | Salman 72' | Asistencia: 24 991 espectadores Árbitro(s): Mark Shield | Asistencia: 24 991 espectadores Árbitro(s): Mark Shield |

| 16 de noviembre de 2005                                         | Baréin | 0:1 (0:0) (Global 1:2) | Trinidad y Tobago | Estadio Nacional, Riffa                                |                                                        |
| 19:00 (UTC+3)                                                   |        | Reporte                | Lawrence 49'      | Asistencia: 35 000 espectadores Árbitro(s): Óscar Ruiz | Asistencia: 35 000 espectadores Árbitro(s): Óscar Ruiz |
| Trinidad y Tobago clasificó por primera vez a una Copa Mundial. |        |                        |                   |                                                        |                                                        |

## Estadísticas

### Tabla general
| Pos. | Equipo                               | Pts | PJ | PG | PE | PP | GF | GC | Dif. | Rend.  |
| ---- | ------------------------------------ | --- | -- | -- | -- | -- | -- | -- | ---- | ------ |
| 1    | Estados Unidos                       | 40  | 18 | 12 | 4  | 2  | 35 | 11 | 24   | 74.07% |
| 2    | México                               | 46  | 18 | 15 | 1  | 2  | 67 | 10 | 57   | 85.19% |
| 3    | Costa Rica                           | 28  | 18 | 8  | 4  | 6  | 30 | 25 | 5    | 51.85% |
| 4    | Trinidad y Tobago                    | 35  | 20 | 11 | 2  | 7  | 30 | 25 | 5    | 58.33% |
| 5    | Guatemala                            | 25  | 18 | 7  | 4  | 7  | 27 | 29 | -2   | 46.3%  |
| 6    | Panamá                               | 16  | 18 | 4  | 4  | 10 | 19 | 32 | -13  | 29.63% |
| 7    | Honduras                             | 13  | 8  | 3  | 4  | 1  | 15 | 8  | 7    | 54.17% |
| 8    | San Cristóbal y Nieves               | 12  | 10 | 4  | 0  | 6  | 18 | 26 | -8   | 33.33% |
| 9    | Jamaica                              | 11  | 8  | 2  | 5  | 1  | 11 | 6  | 5    | 45.83% |
| 10   | Canadá                               | 11  | 8  | 3  | 2  | 3  | 12 | 8  | 4    | 45.83% |
| 11   | El Salvador                          | 10  | 8  | 3  | 1  | 4  | 6  | 14 | -8   | 41.67% |
| 12   | San Vicente y las Granadinas         | 9   | 8  | 3  | 0  | 5  | 11 | 15 | -4   | 37.5%  |
| 13   | Cuba                                 | 8   | 4  | 2  | 2  | 0  | 8  | 4  | 4    | 66.67% |
| 14   | Bermudas                             | 7   | 4  | 2  | 1  | 1  | 23 | 4  | 19   | 58.33% |
| 15   | Surinam                              | 7   | 4  | 2  | 1  | 1  | 12 | 6  | 6    | 58.33% |
| 16   | Haití                                | 7   | 4  | 2  | 1  | 1  | 8  | 4  | 4    | 58.33% |
| 17   | Granada                              | 6   | 4  | 2  | 0  | 2  | 10 | 7  | 3    | 50%    |
| 18   | Santa Lucía                          | 6   | 4  | 2  | 0  | 2  | 10 | 7  | 3    | 50%    |
| 19   | República Dominicana                 | 4   | 4  | 1  | 1  | 2  | 6  | 6  | 0    | 33.33% |
| 20   | Dominica                             | 4   | 4  | 1  | 1  | 2  | 4  | 20 | -16  | 33.33% |
| 21   | Antillas Neerlandesas                | 3   | 4  | 1  | 0  | 3  | 4  | 8  | -4   | 25%    |
| 22   | Nicaragua                            | 1   | 2  | 0  | 1  | 1  | 3  | 6  | -3   | 16.67% |
| 23   | Barbados                             | 0   | 2  | 0  | 0  | 2  | 2  | 5  | -3   | 0%     |
| 24   | Belice                               | 0   | 2  | 0  | 0  | 2  | 0  | 8  | -8   | 0%     |
| 25   | Antigua y Barbuda                    | 3   | 2  | 1  | 0  | 1  | 2  | 3  | -1   | 50%    |
| 26   | Bahamas                              | 1   | 2  | 0  | 1  | 1  | 2  | 4  | -2   | 16.67% |
| 27   | Anguila                              | 1   | 2  | 0  | 1  | 1  | 0  | 6  | -6   | 16.67% |
| 28   | Islas Caimán                         | 0   | 2  | 0  | 0  | 2  | 1  | 5  | -4   | 0%     |
| 29   | Guyana                               | 0   | 2  | 0  | 0  | 2  | 1  | 8  | -7   | 0%     |
| 30   | Islas Turcas y Caicos                | 0   | 2  | 0  | 0  | 2  | 0  | 7  | -7   | 0%     |
| 31   | Aruba                                | 0   | 2  | 0  | 0  | 2  | 2  | 10 | -8   | 0%     |
| 32   | Islas Vírgenes Británicas            | 0   | 2  | 0  | 0  | 2  | 0  | 10 | -10  | 0%     |
| 33   | Islas Vírgenes de los Estados Unidos | 0   | 2  | 0  | 0  | 2  | 0  | 11 | -11  | 0%     |
| 34   | Montserrat                           | 0   | 2  | 0  | 0  | 2  | 0  | 20 | -20  | 0%     |

### Goleadores
| Jugador           | Selección              | Goles marcados | PJ |
| ----------------- | ---------------------- | -------------- | -- |
| Jared Borgetti    | México                 | 14             | 14 |
| Stern John        | Trinidad y Tobago      | 12             | 13 |
| Jaime Lozano      | México                 | 11             | 11 |
| Carlos Ruiz       | Guatemala              | 10             | 9  |
| Francisco Fonseca | México                 | 10             | 11 |
| Paulo Wanchope    | Costa Rica             | 8              | 12 |
| John Barry Nusum  | Bermudas               | 7              | 4  |
| Ian Lake          | San Cristóbal y Nieves | 7              | 4  |
| Eddie Johnson     | Estados Unidos         | 7              | 7  |
| Landon Donovan    | Estados Unidos         | 7              | 16 |

## Clasificados
| Bandera de Estados Unidos | Bandera de México | Bandera de Costa Rica | Bandera de Trinidad y Tobago |
| Estados Unidos            | México            | Costa Rica            | Trinidad y Tobago            |
| Primer puesto             | Segundo puesto    | Tercer puesto         | Ganador repesca AFC/Concacaf |